# Buchecha
Claucirlei Jovêncio de Souza, mais conhecido como Buchecha (São Gonçalo, 1 de abril de 1975), é um cantor e compositor brasileiro.

## Biografia
O cantor Claucirlei Jovêncio de Souza nasceu em São Gonçalo, no dia 1 de abril de 1975. Filho do compositor Claudino de Souza Filho, falecido em 2010, morou até os nove anos de idade na comunidade de Coronel Leôncio, em Niterói. De família simples, teve que parar de estudar aos 13 anos para conseguir trabalhar e ajudar sua família. Antes de alcançar o sucesso foi camelô, servente de obras e office boy. Integrou um grupo de pagode, até ser apresentado ao funk carioca pelo amigo de infância Claudinho.

## Carreira

### 1996–2002: Início e Claudinho & Buchecha
Buchecha começou sua carreira de cantor aos 17 anos. Em 1992, Claudinho o convenceu a participar do 1° Festival de Rap do Clube Mauá. Representando a comunidade do Salgueiro, com a música "Rap da Bandeira Branca", Claudinho & Buchecha foram vencedores do evento. Chegou a participar de um grupo de pagode chamado Raio de Luz. Em 1995, ainda por insistência de Claudinho, participaram de outro festival, dessa vez com a música "Rap do Salgueiro", e mais uma vez saíram com o primeiro lugar. A partir de então, os nomes Claudinho e Buchecha passaram a ser conhecidos em todo o país. O estilo cantado pela dupla ficou conhecido como funk melody. Logo no disco de estreia, em 1996, "Claudinho & Buchecha", alcançaram a marca de um milhão e 250 mil cópias vendidas, emplacando o primeiro sucesso, "Conquista". Nessa época a dupla fez shows não só em quase todo o território nacional, mas como também no Japão, em Portugal, na Argentina e nos Estados Unidos. Ao todo, foram seis discos gravados pela dupla com diversas canções. Entre elas "Só Love", "Xereta", "Coisa de Cinema", entre outras.

### 2003–presente: Carreira solo

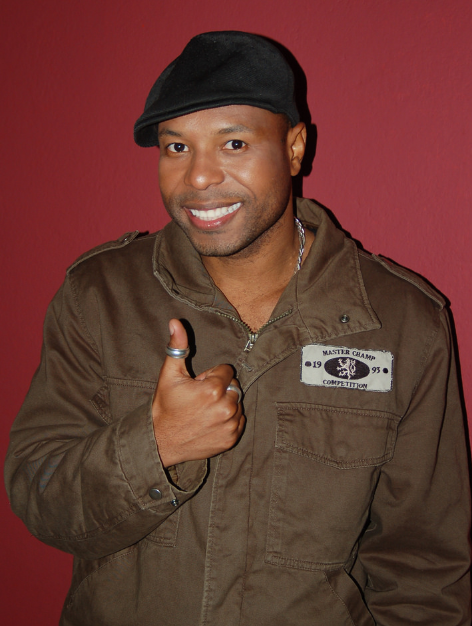
Buchecha em 2010

Em 2002, um acidente de carro tirou a vida de Claudinho. Seis meses após a perda, incentivado por amigos, Buchecha deu continuidade à carreira. Grandes nomes da música popular brasileira já regravaram hits de Claudinho e Buchecha. Em 2002, o grupo Kid Abelha deu um toque especial à canção "Quero Te Encontrar", em seu disco Acústico MTV. Em 2004, Adriana Calcanhoto realizou o lançamento de um disco voltado para o público infantil, Adriana Partimpim, que continha a canção "Fico Assim Sem Você", entoada em sua doce voz. Em 2007, Ivete Sangalo convidou Buchecha para dividir com ela o palco e os vocais nas canções "Nosso Sonho" e "Conquista", na gravação de seu álbum Ao Vivo No Maracanã. Também em 2007, a banda de pop punk Dibob regravou a música "Nosso Sonho" no álbum A Ópera do Cafajeste e em 2010 também regravou as músicas "Compromisso" / "Conquista" no álbum Resgate, feito só com regravações de músicas dos anos 80 e anos 90 que marcaram a vida da banda. Buchecha voltou às paradas de sucesso em 2006, relembrando os maiores sucessos da dupla com o álbum Buchecha Acústico. O álbum contou com a participação de amigos especiais como Latino, MC Sabrina, MC Marcinho e Lulu Santos. Hoje, com a marca de três milhões e meio de discos vendidos, Buchecha continua a realizar shows em todo o país. Na madrugada do dia 28 de março de 2010, o pai do cantor, Claudino de Souza Filho, foi assassinado a tiros em São Gonçalo. No dia 3 de novembro de 2011, Buchecha realizou um dos seus maiores sonhos, que é o de gravar seu primeiro DVD em homenagem aos 15 anos de carreira, o show de gravação foi em Porto Alegre, em 2012 ocorreu o lançamento de sua grande conquista, que contou com participações especiais de Jorge Vercillo e do cantor Belo. Até o momento Buchecha lançou diversos álbuns como: Singles, em 2009, Buchecha Romântico com Elas em 2010, 15 Anos de Sucesso - Ao Vivo em 2012, Adesivo em 2014 e o seu mais recente foi Funk Pop em 2015.

### 2012: Gravação do videoclipe deHot Dog
Em julho de 2012, Buchecha gravou o videoclipe da música "Hot Dog" realizado com o apoio da Warner Music do Brasil.
Apoiado por uma excelente equipe técnica, fotógrafo, dj, um belíssimo time de modelos, figurantes e dançarinos, a gravação teve como locação a casa de festas Solar Imperial, além de outras cenas filmadas em bares e restaurantes na cidade de Niterói no estado do Rio de Janeiro.
Durante as filmagens do vídeo clipe, fotos de making off também foram produzidas pela Produtora Niteroiense Angel Art.
As fotos para o making off na época também foram utilizadas para a mídia e redes sociais.
O jornal Extra, através de seu portal de notícias, deu o destaque e consequentemente maior visibilidade para a produção audiovisual do cantor e seu recém lançamento, notoriamente de grande sucesso na época.
A música foi tema da novela Avenida Brasil, exibida pela TV Globo.

## Discografia

### Discos da dupla
- Claudinho & Buchecha (1996)
- A Forma (1997)
- Só Love (1998)
- Claudinho e Buchecha - Ao Vivo (1999)
- Destino (2000)
- Vamos Dançar (2002)

### Discos solo
- MC Buchecha (2003)
- Buchecha Acústico (2006)
- Singles (2009)
- Buchecha Romântico com Elas (2010)
- 15 Anos de Sucesso - Ao Vivo (2012)
- Adesivo (2014)
- Funk Pop (2015)

### Singles
- Castigo (2003)
- Bob Esponja (2004)
- Implacável (2006)
- Luminosa (2006)
- Empinadinha (2008)
- Novinha do Orkut (2008)
- Obsoleto (2008)
- Romântico (2009)
- Muito Prazer (2010)
- Fogo de Palha (2011)
- Adorável ser da noite (2011)
- Bisar (2011)
- Buchecha Só Love (2011)
- Dor que não tem fim (2011)
- Hot Dog (2012)
- Cristal part. Belo (2012)
- Baile em Miami Feat. Flo Rida (2013)
- Gamou part. Mr. Catra (2014)
- Se eu pedir (2017)
- Vai Pirar part. Daya Luz (2018)

## Filmografia
Televisão
| Ano  | Título    | Personagem |
| ---- | --------- | ---------- |
| 2023 | Vai na Fé | Ele mesmo  |